# Horodok, Zalișciîkî
Horodok (în ucraineană Городок) este o comună în raionul Zalișciîkî, regiunea Ternopil, Ucraina, formată numai din satul de reședință.

## Demografie
Componența lingvistică a comunei Horodok
     Ucraineană (99,59%)
     Alte limbi (0,42%)
Conform recensământului din 2001, majoritatea populației comunei Horodok era vorbitoare de ucraineană (99,59%), existând în minoritate și vorbitori de alte limbi.